# Gehnäll Persson
Gehnäll Persson (21 agosto 1910 – Köping, 16 luglio 1976) è stato un cavaliere svedese.

## Palmarès

### Olimpiadi
- Oro a Helsinki 1952 nel dressage a squadre.
- Oro a Melbourne 1956 nel dressage a squadre.